# Mendefera
Mendefera (o Adi Ugri) es una localidad en Eritrea en la región Debub.
Según estimación 2010, contaba con una población de 24.115 habitantes.
Es una importante base del pueblo aksumita, originaria del siglo V a. C..
Desde 1959 se han excavado numerosos edificios encontrándose cruces y monedas romanas en ellos. Existen muchas áreas con yacimientos arqueológicos que incluyen tumbas, por investigar.